# V-Cinema
Il termine V-Cinema (Vシネマ?, Bui Shinema), conosciuto anche come OV (Original Video), designa in Giappone i film distribuiti direttamente nel mercato home video, senza prima passare dalle sale cinematografiche.
Apparsa negli anni ottanta, l'industria ha sviluppato al suo interno uno star system e ha lanciato attori quali Riki Takeuchi e Shō Aikawa, e registi quali Takashi Miike, Hideo Nakata, Kiyoshi Kurosawa e Daisuke Yamanouchi.

## Storia

### Origini
I primi film a essere distribuiti in Giappone direttamente nel mercato home video furono i film pornografici, che contribuirono al successo del mercato. Successivamente furono distribuiti direttamente in video i film horror, come la celebre serie Guinea Pig, che fu distribuita in home video a partire dal 1985.

### Il successo
Nel 1989 la Toei Company produsse il film d'azione Crime Hunter e lo distribuì direttamente in videocassetta. Il film riscosse un ottimo successo e convinse le grandi case di produzione giapponesi ad investire sul mercato. La Toei produsse subito Crime Hunter 2, seguita dalla Bandai Visual che produsse nel giro di otto mesi due film erotici, Strawberry Times e Strawberry Times 2.
Nel 1990 uscirono in Giappone oltre sessanta film direttamente in home video, mentre nel 1991 il numero fu raddoppiato. Nacquero rapidamente piccole case di produzione e distribuzione, finanziate dai nuovi milionari giapponesi. Questi produttori assunsero giovani registi alle prime esperienze, o registi che provenivano dalla televisione o dal porno, e diedero loro un'ampia libertà di temi, senza nessuna censura, bilanciata da budget ridotti. Registi quali Takashi Miike, Hideo Nakata e Kiyoshi Kurosawa iniziarono così la loro carriera, mentre registi un tempo celebri come Seijun Suzuki, Teruo Ishii e Yasuharu Hasebe ritrovarono un'opportunità di successo nel V-Cinema.
Per quanto riguarda gli attori, questi venivano trovati tra i modelli, cantanti, ballerini o tra gli esperti di arti marziali.
Nel 2001 il numero dei film appartenenti al V-Cinema giunse alla cifra record di 361, superando per la prima volta quello dei film distribuiti regolarmente nelle sale cinematografiche, che furono 281.

### Il declino
Dopo il 2001 molte piccole case di produzione e distribuzione sorte appositamente per il V-Cinema dovettero chiudere, dato che i produttori fallirono o preferirono investire i loro soldi in altri campi. Inoltre chiusero molte videoteche. Per contrastare il declino, l'industria consentì ad alcuni film di uscire nelle sale cinematografiche, segnalando in seguito sulle videocassette che il film era stato proiettato sul grande schermo. In realtà l'uscita nelle sale era limitata a un solo cinema di una grande città, come Tokyo o Ōsaka.
Come conseguenza del declino dell'industria, i budget a disposizione dei registi crollarono e i tempi di lavorazione divennero più ristretti, mentre la maggior parte dei film non furono più realizzati in pellicola, bensì in digitale.
Nonostante il declino del V-Cinema, un film appartenente all'industria come Gozu, diretto da Takashi Miike nel 2003, fu presentato alla Quinzaine des Réalisateurs,  al 56º Festival di Cannes.

## Controversie
L'avvento di nuovi produttori inesperti e i budget ristretti attirarono l'attenzione della yakuza, che trovò nel V-Cinema un ottimo motivo per il riciclaggio di denaro sporco.

## Filmografia parziale
- Guinea Pig (Za giniipiggu) (serie di sette film) (1985-1992)
- Crime Hunter (Crime hunter: hikari no jōdan) di Shundo Okawa (1989)
- Crime Hunter 2 (Crime hunter 2: uragiri no jōdan) (1989)
- Eyecatch Junction (Toppū! Minipato tai - Aikyacchi jankushon) di Takashi Miike (1991)
- Jokyōshi nikki: kinjirareta sei di Hideo Nakata (1995)
- Tomie: Another Face (Tomie: anaza feisu) di Toshirô Inomata (1999)
- Kyoko vs Yuki (Saikyô joshikôsê densetsu: Kyôko vs Yuki) di Daisuke Yamanouchi (2000)
- Visitor Q (Bijitā Kyū) di Takashi Miike (2001)
- Gozu (Gokudō kyōfu dai-gekijō: Gozu) di Takashi Miike (2003)
- Cruel Restaurant di Kôji Kawano (2008)